# Lepidiota furtiva
Lepidiota furtiva är en skalbaggsart som beskrevs av Cartwright och Gordon 1971. Lepidiota furtiva ingår i släktet Lepidiota och familjen Melolonthidae. Inga underarter finns listade i Catalogue of Life.